# Charles Dieudé-Defly
François Charles Dieudé-Defly est un homme politique français du XIXe siècle, né à Paris le 10 février 1809 et mort à Nice le 19 juillet 1884, sénateur des Alpes-Maritimes sous la Troisième République.

## Biographie
Son père, Jean Louis Defly, est militaire dans l'armée d'Italie sous les ordres de Masséna. Sa mère, Armande Dieudé, est dame lectrice de la princesse Mathilde Bonaparte. Un de ses grands-pères est syndic de Nice à la fin du XVIIIe siècle.
Après une carrière de diplomate, il est élu sénateur des Alpes-Maritimes en janvier 1876. Conservateur, membre du groupe des Constitutionnels, il vote en 1877 pour la dissolution de la Chambre des députés, mais se rallie en 1879 au cabinet Dufaure. Il meurt au cours de son mandat.

## Mandat
- Sénateur des Alpes-Maritimes, 1876-1884.

## Toponymie
Une montagne du parc national du Mercantour porte le nom de son petit-fils et homonyme, mort en juillet 1937 avec Jean Milhaud lors d'une sortie dans la vallée de la Gordolasque. La cime Dieudé-Defly (2 520 m) se situe dans la haute vallée de la Tinée sur la commune de Saint-Dalmas-le-Selvage et domine la rive gauche du vallon de Gialorgues. Les roches sédimentaires qui la composent (grès) forment des paysages rocheux très découpés évoquant par leur forme les cimes des Dolomites ou les créneaux d'un château fort.